# Nio ET7
Der Nio ET7 ist ein Elektroauto und die erste Limousine des chinesischen Automobilherstellers Nio.

## Geschichte
Einen ersten Ausblick auf eine Limousine zeigte Nio im April 2019 auf der Shanghai Auto Show mit dem Konzeptfahrzeug ET Preview Concept. Es hat einen NMC-Akkumulator, der eine Reichweite nach NEFZ von über 510 km ermöglicht. Den Antrieb übernimmt an der Vorderachse ein Permanentmagnet-Synchronmotor und an der Hinterachse ein Induktionsmotor.
Das Serienfahrzeug wurde am 9. Januar 2021 während des Nio Days in Chengdu vorgestellt. Gleichzeitig startete der Verkauf auf dem chinesischen Markt. Ausgeliefert wird die Limousine in China seit März 2022. Der europäische Marktstart für den ET7 erfolgte im Oktober 2022 mit dem deutschen Markt. Auf der Shanghai Auto Show im April 2023 wurde eine modellgepflege Version mit kleinen optischen Änderungen und einem modifizierten Innenraum vorgestellt.

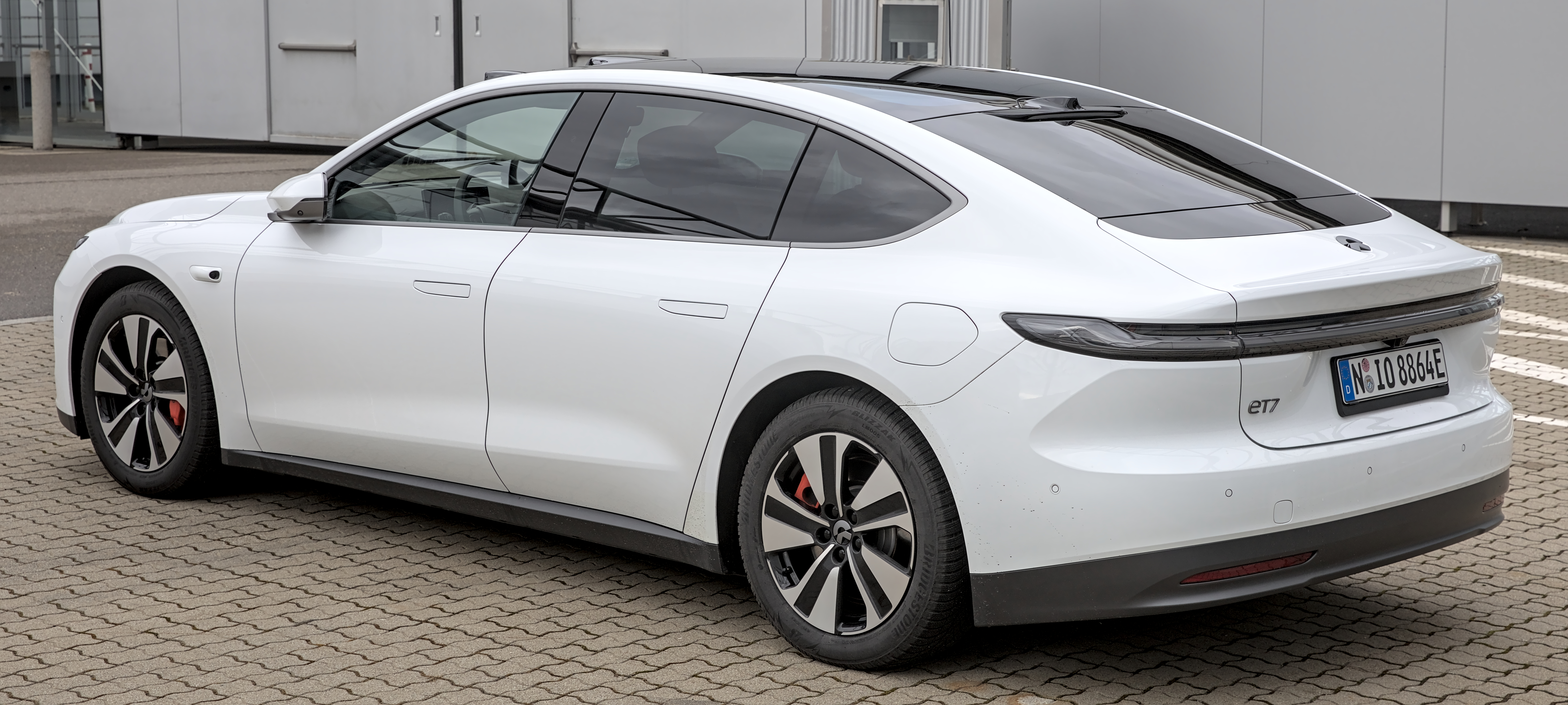
Heckansicht
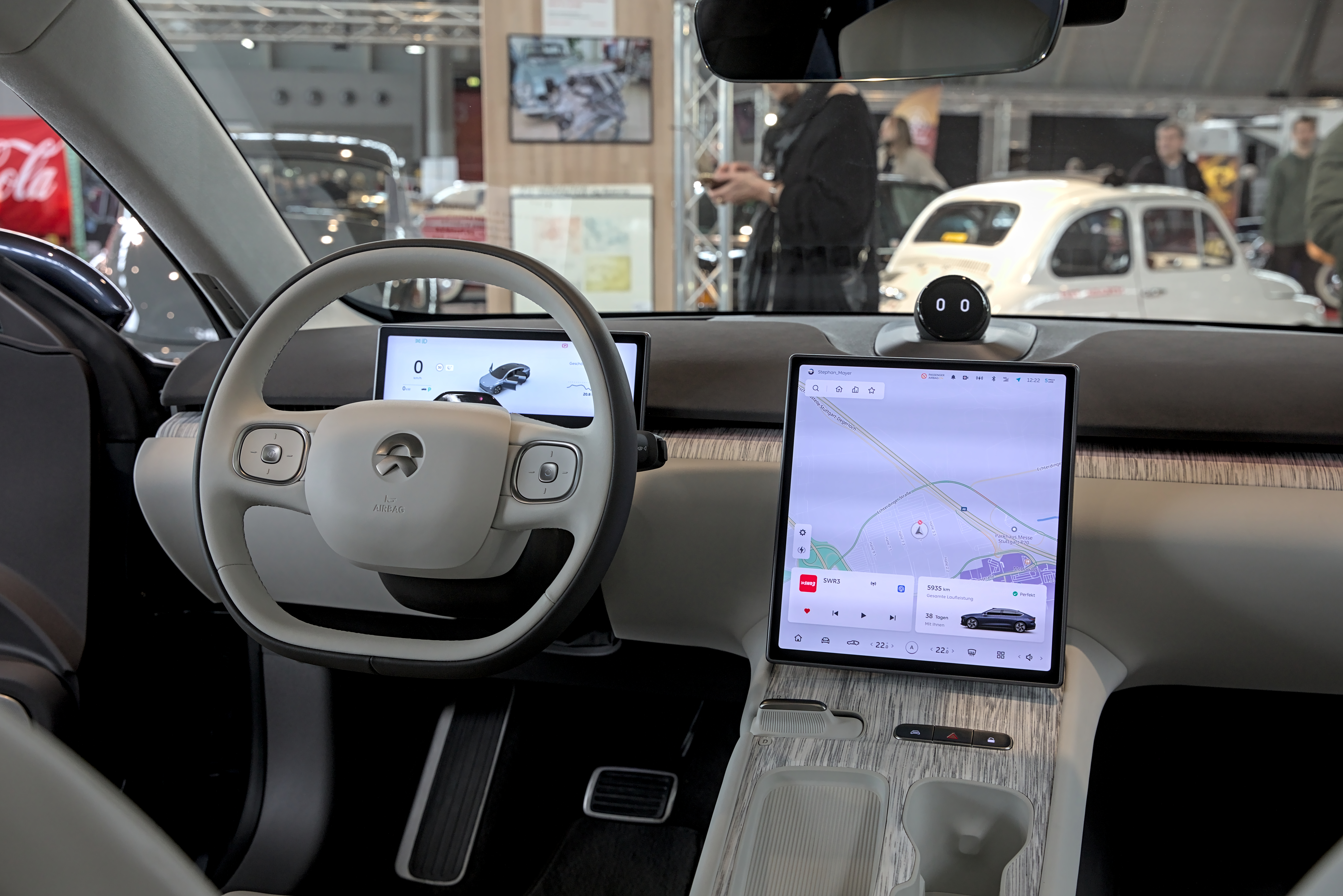
Innenansicht
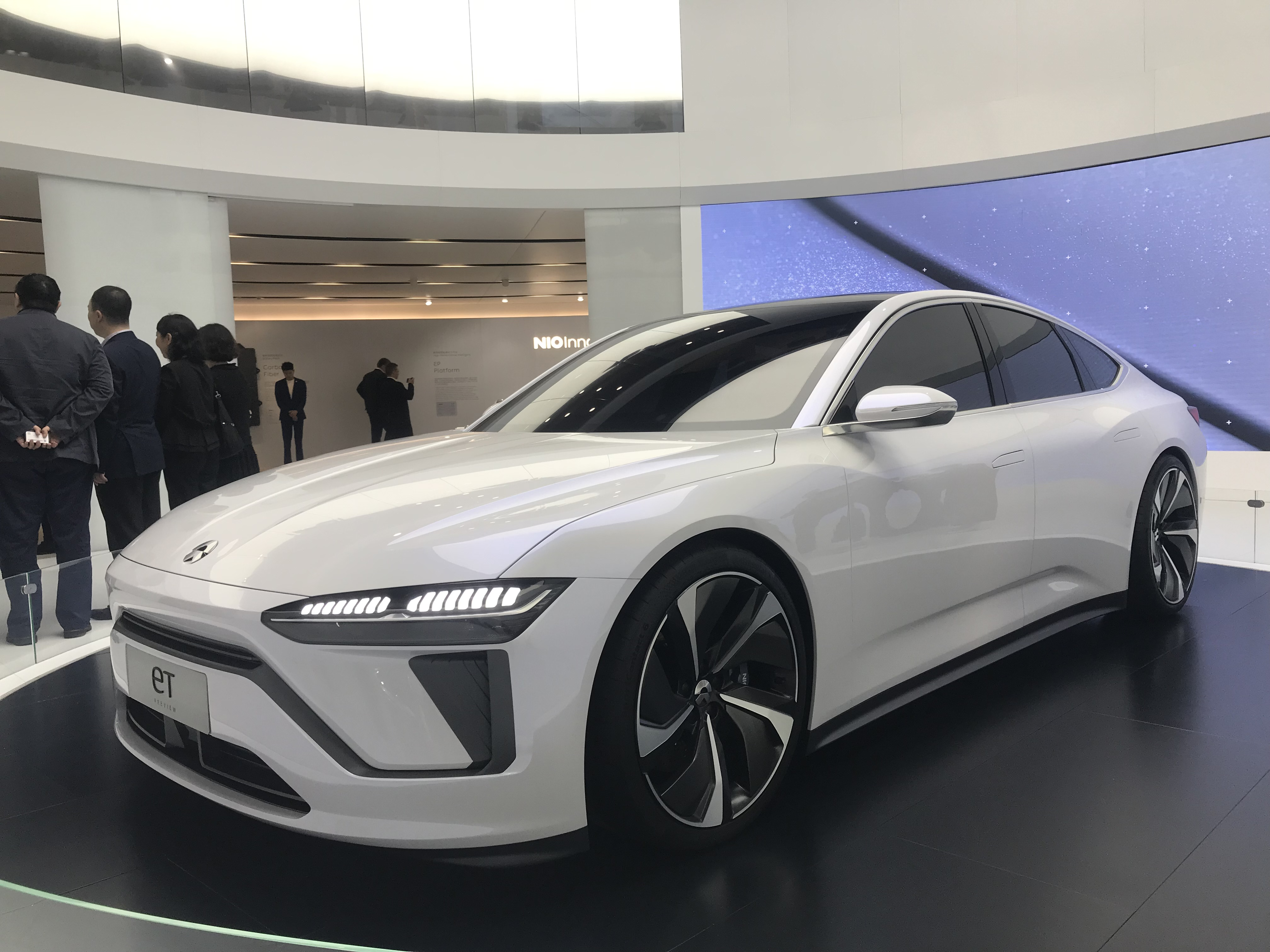
NIO ET Preview Concept auf der Shanghai Auto Show 2019

## Sicherheit
Im Herbst 2022 wurde der ET7 vom Euro NCAP auf die Fahrzeugsicherheit getestet. Er erhielt fünf von fünf möglichen Sternen.

## Technik
Das Fahrzeug hat eine sehr gute Aerodynamik mit einem cW-Wert von 0,208, der nah an den derzeitigen Bestwerten liegt.
Angetrieben wird der ET7 von einem 180 kW (245 PS) starken Permanentmagnet-Synchronmotor an der Vorderachse und einem 300 kW (408 PS) starken Induktionsmotor an der Hinterachse. Die Gesamtleistung wird mit 480 kW (653 PS) angegeben.
Das Fahrzeug wird mit einem NMC-Akkumulator als Antriebsbatterie mit einem Energieinhalt von 70 kWh bzw. 100 kWh angeboten. Zusätzlich soll als Top-Modell ein Semi-Festkörperakkumulator mit 150 kWh angeboten werden, womit eine Reichweite von über 1000 km nach NEFZ möglich sein soll. Diese Batterie kommt vom Pekinger Unternehmen WeLion New Energy Technology. Außerdem sind die Akkus nicht fest eingebaut, sondern können als Wechselakkus an Wechselstationen in wenigen Minuten gegen volle getauscht werden.
Die Sensorik des ET7 besteht aus 33 Sensoren, darunter ein Lidar, elf Kameras (davon sind sieben 8-Megapixel-Kameras), fünf Millimeterwellen-Radare und zwölf Ultraschallsensoren. Das Fahren nach Autonomiestufe 3 soll möglich sein, mit der Sensorik schon jetzt (Stand 2023) bis 60 km/h.
Das Fahrwerk mit Luftfedern und adaptiven Dämpfern hat vorn und hinten Mehrlenkerachsen.

### Technische Daten
|                            | 70 kWh                                                                              | 100 kWh                                                                             | 150 kWh                                                                             |
| -------------------------- | ----------------------------------------------------------------------------------- | ----------------------------------------------------------------------------------- | ----------------------------------------------------------------------------------- |
| Bauzeitraum                | seit 03/2022                                                                        | seit 03/2022                                                                        | ab 04/2024                                                                          |
| Motorkenndaten             |                                                                                     |                                                                                     |                                                                                     |
| Motorart                   | Permanentmagnet-Synchronmotor an der Vorder- und Induktionsmotor an der Hinterachse | Permanentmagnet-Synchronmotor an der Vorder- und Induktionsmotor an der Hinterachse | Permanentmagnet-Synchronmotor an der Vorder- und Induktionsmotor an der Hinterachse |
| max. Leistung              | vorn: 180 kW (245 PS) hinten: 300 kW (408 PS)                                       | vorn: 180 kW (245 PS) hinten: 300 kW (408 PS)                                       | vorn: 180 kW (245 PS) hinten: 300 kW (408 PS)                                       |
| Systemleistung             | 480 kW (653 PS)                                                                     | 480 kW (653 PS)                                                                     | 480 kW (653 PS)                                                                     |
| max. Drehmoment            | 850 Nm                                                                              | 850 Nm                                                                              | 850 Nm                                                                              |
| Kraftübertragung           |                                                                                     |                                                                                     |                                                                                     |
| Antrieb                    | Allradantrieb                                                                       | Allradantrieb                                                                       | Allradantrieb                                                                       |
| Getriebe                   | Eingang-Getriebe                                                                    | Eingang-Getriebe                                                                    | Eingang-Getriebe                                                                    |
| Antriebsbatterie           |                                                                                     |                                                                                     |                                                                                     |
| Zellchemie                 | NMC-Akkumulator                                                                     | NMC-Akkumulator                                                                     | Semi-Festkörperakkumulator                                                          |
| Energieinhalt              | 70 kWh                                                                              | 100 kWh                                                                             | 150 kWh                                                                             |
| Messwerte                  |                                                                                     |                                                                                     |                                                                                     |
| Höchstgeschwindigkeit      | 200 km/h                                                                            | 200 km/h                                                                            | 200 km/h                                                                            |
| Beschleunigung, 0–100 km/h | 3,8 s                                                                               | 3,8 s                                                                               | 3,8 s                                                                               |
| Reichweite nach WLTP       | 445 km                                                                              | 580 km                                                                              | k. A.                                                                               |
| Reichweite nach NEFZ       | 500 km                                                                              | 700 km                                                                              | 1000 km                                                                             |

## Zulassungszahlen in Deutschland
Seit dem Marktstart 2022 bis einschließlich Dezember 2024 wurden in der Bundesrepublik Deutschland insgesamt 772 Nio ET7 neu zugelassen.
|  |

|  |

|  |

|  |

|  |

|  |

|  |

|  |

|  |

|  |

|  |

|  |

|  |

|  |

|  |

|  |

|  |

|  |

|  |

|  |

|  |

|  |

|  |

|  |

|  |

|  |

|  |

|  |

|  |

|  |

|  |

|  |

|  |

|  |

|  |

|  |

|  |

|  |

|  |

|  |

|  |

|  |

|  |

|  |

|  |

|  |

|  |

|  |

|  | Allradantrieb (772) |

|  | Allradantrieb (772) |